# Duitse stationstypen
De Duitse spoorwegen maken gebruik van diverse codes om de verschillen tussen de stations aan te duiden. Hieronder volgt een overzicht.

## Bedrijfspunten met wissels
- Bf – Bahnhof, station: Een plek waar treindiensten starten, eindigen, stoppen, inhalen, ontmoeten of van richting wisselen. Er moet ten minste één wissel aanwezig zijn. Het kan ook naar zijn functie worden genoemd:
  - Hbf – Hauptbahnhof, het belangrijkste station van een stad;
  - Pbf – Personenbahnhof, reizigersstation, wordt over het algemeen gebruikt op locaties waar meerdere typen stations aanwezig zijn, maar slechts één reizigersstation;
  - Gbf – Güterbahnhof, goederenstation;
  - Bbf – Betriebsbahnhof, station exclusief voor railoperaties zoals inhalen;
  - Rbf – Rangierbahnhof, rangeerterrein;
  - Ubf – Umschlagbahnhof, overslagstation;
  - Werkbf – Werkbahnhof, station om een krachtcentrale te voorzien;
  - Postbf – Postbahnhof, poststation;
- Bft – Bahnhofsteil, stationsdeel, wordt gebruikt als een station uit meerdere delen bestaat, bijvoorbeeld een Pbf en een Gbf;
- Abzw – Abzweigstelle, aansluiting tussen twee spoorlijnen;
- Üst – Überleitstelle, overloopwissel;
- Anst – Anschlusstelle, spooraansluiting tussen de vrije baan en bijvoorbeeld een bedrijf. Treinen die de Anschlussstelle gebruiken, mogen niet worden gepasseerd door treinen die op de hoofdlijn rijden;
- Awanst – Ausweichanschlussstelle, een Anschlussstelle waar treinen op de hoofdlijn kunnen rijden terwijl een andere trein aan het rangeren is op het Ausweichanschlussstelle;
- Hst – Haltestelle, een Haltepunkt (zie onder), gekoppeld aan een Abzweigstelle, Überleitstelle of Anschlussstelle/Ausweichanschlussstelle;
- Ldst – Ladestelle, een vereenvoudigd goederenstation dat wordt gebruikt om goederen over te slaan, tegenwoordig meestal onderdeel van een treinstation of gecategoriseerd als Awanst.

## Bedrijfspunten zonder wissels
- Hp – Haltepunkt, een passagiershalte die niet aan de eisen voldoet om Bahnhof te zijn. Gedefinieerd als een plek waar treinen kunnen stoppen, starten of eindigen, maar die geen wissels in de buurt heeft;
- Bk – Blockstelle, blokpost;
- Sbk – selbsttätige Blockstelle, automatische blokpost (automatisch lichtsein), in Nederland: p-sein;
- Dkst – Deckungsstelle, beveiligt spoorwegoperaties op gevaarlijke plekken.

## Overige faciliteiten
- Bush – Bushaltestelle, een bushalte die belangrijk onderdeel uitmaakt van het netwerk;
- Bw – Bahnbetriebswerk, depot;
- Gp – Grenzpunkt, grens met een ander spoorwegbeheerder (binnen- en buitenland);
- Museum – Historische Bahn/Bahnbetrieb, Museumseisenbahn (extern), museumstation/-halte of museumspoorlijn;
- Schstr – Schutzstrecke, neutraal gedeelte in een bovenleiding om twee elektrische voedingen te scheiden;
- Slst – Schiffslandestelle, terminal/kade voor belangrijke veerverbindingen;
- Strw – Streckenwechsel, wijziging tussen twee spoorlijnen/routenummers;
- Uw – Unterwerk, onderstation;
- Werk/Aw – Ausbesserungswerk, werkplaats.